# Volta a Catalunya de 1939
La Volta a Catalunya de 1939 fou la dinovena edició de la Volta a Catalunya. La prova es disputà en set etapes entre el 17 i el 24 de setembre de 1939, per un total de 891 km. El vencedor final fou el català Marià Cañardo, per davant de Diego Cháfer i Fermín Trueba.
Aquesta edició es disputà pocs mesos després de la finalització de la Guerra Civil Espanyola, en un país devastat i unes carreteres en un estat pèssim. Aquesta fou la setena i darrera victòria de Cañardo en la Volta a Catalunya, un rècord encara vigent i que difícilment podrà ser igualat.

## Classificació final
| Pos. | Ciclista                     | Club | Temps        |
| ---- | ---------------------------- | ---- | ------------ |
| 1    | Marià Cañardo (ESP)          |      | 27h 01' 28"  |
| 2    | Diego Cháfer (ESP)           |      | + 6' 39"     |
| 3    | Fermín Trueba (ESP)          |      | + 15' 51"    |
| 4    | Josep Botanch (ESP)          |      | + 23' 36"    |
| 5    | Antoni Escuriet (ESP)        |      | + 23' 43"    |
| 6    | Delio Rodríguez Barros (ESP) |      | + 25' 19"    |
| 7    | Antonio Andrés Sancho (ESP)  |      | + 36' 15"    |
| 8    | Joaquim Olmos (ESP)          |      | + 40' 30"    |
| 9    | Josep Casamada (ESP)         |      | + 51' 30"    |
| 10   | Carles Ferré (ESP)           |      | + 1h 07' 48" |

## Classificació de la muntanya
| Pos. | Ciclista              | Punts |
| ---- | --------------------- | ----- |
| 1    | Federico Ezquerra     | 29    |
| 2    | Andreu Martorell Coll | 23    |
| 3    | Josep Botanch         | 22    |

## Etapes
| Etapa | Data           | Recorregut                           | km    | Guanyador             | Líder                         |
| ----- | -------------- | ------------------------------------ | ----- | --------------------- | ----------------------------- |
| 1a    | 17 de setembre | Barcelona - Valls                    | 114,0 | Marià Cañardo (ESP)   | Marià Cañardo (ESP)           |
| 2a    | 18 de setembre | Valls - Igualada                     | 135,0 | Marià Cañardo (ESP)   | Marià Cañardo (ESP)           |
| 3a    | 19 de setembre | Igualada - Girona                    | 170,0 | Marià Cañardo (ESP)   | Marià Cañardo (ESP)           |
| 4a    | 20 de setembre | Girona - Sant Feliu de Guíxols (CRI) | 59,0  | Diego Cháfer (ESP)    | Bartomeu Flaquer Carrió (ESP) |
| 5a    | 22 de setembre | Sant Feliu de Guíxols - Terrassa     | 146,0 | Antoni Escuriet (ESP) | Bartomeu Flaquer Carrió (ESP) |
| 6a    | 23 de setembre | Terrassa - Manresa                   | 140,0 | Fermín Trueba (ESP)   | Marià Cañardo (ESP)           |
| 7a    | 24 de setembre | Manresa - Barcelona                  | 127,0 | Marià Cañardo (ESP)   | Marià Cañardo (ESP)           |

### Etapa 1 Barcelona - Valls. 132,0 km
|   | Ciclista           | Temps      |
| - | ------------------ | ---------- |
| 1 | Marià Cañardo      | 3h 33' 52" |
| 2 | Federico Ezquerra  | m. t.      |
| 3 | Tomás García Ribas | m. t.      |

|   | Ciclista           | Temps      |
| - | ------------------ | ---------- |
| 1 | Marià Cañardo      | 3h 33' 52" |
| 2 | Federico Ezquerra  | m. t.      |
| 3 | Tomás García Ribas | m. t.      |

### Etapa 2. Valls - Igualada. 135,0 km
|   | Ciclista          | Temps      |
| - | ----------------- | ---------- |
| 1 | Marià Cañardo     | 3h 53' 27" |
| 2 | Federico Ezquerra | m. t.      |
| 3 | Fermín Trueba     | m. t.      |

|   | Ciclista           | Temps      |
| - | ------------------ | ---------- |
| 1 | Marià Cañardo      | 7h 27' 19" |
| 2 | Federico Ezquerra  | m. t.      |
| 3 | Tomás García Ribas | m. t.      |

### Etapa 3. Igualada - Girona. 170,0 km
|   | Ciclista         | Temps      |
| - | ---------------- | ---------- |
| 1 | Marià Cañardo    | 5h 34' 41" |
| 2 | Bartomeu Flaquer | m. t.      |
| 3 | Fermín Trueba    | + 07' 48"  |

|   | Ciclista         | Temps       |
| - | ---------------- | ----------- |
| 1 | Marià Cañardo    | 13h 02' 00" |
| 2 | Bartomeu Flaquer | m. t.       |
| 3 | Josep Botanch    | + 07' 48"   |

### Etapa 4. Girona - Sant Feliu de Guíxols. 59,0 km (CRI)
|   | Ciclista        | Temps      |
| - | --------------- | ---------- |
| 1 | Diego Cháfer    | 1h 29' 24" |
| 2 | Fermín Trueba   | + 16"      |
| 3 | Delio Rodríguez | + 41"      |

|   | Ciclista         | Temps       |
| - | ---------------- | ----------- |
| 1 | Bartomeu Flaquer | 14h 32' 09" |
| 2 | Marià Cañardo    | + 28"       |
| 3 | Diego Cháfer     | + 07' 03"   |

### Etapa 5. Sant Feliu de Guíxols - Terrassa. 151,0 km
|   | Ciclista        | Temps      |
| - | --------------- | ---------- |
| 1 | Antoni Escuriet | 4h 19' 15" |
| 2 | Marià Cañardo   | + 46"      |
| 3 | Fermín Trueba   | m. t.      |

|   | Ciclista         | Temps       |
| - | ---------------- | ----------- |
| 1 | Bartomeu Flaquer | 18h 52' 10" |
| 2 | Marià Cañardo    | + 28"       |
| 3 | Diego Cháfer     | + 07' 03"   |

### Etapa 6. Terrassa - Manresa. 174,0 km
|   | Ciclista      | Temps      |
| - | ------------- | ---------- |
| 1 | Fermín Trueba | 4h 22' 53" |
| 2 | Diego Cháfer  | m. t.      |
| 3 | Marià Cañardo | m. t.      |

|   | Ciclista      | Temps       |
| - | ------------- | ----------- |
| 1 | Marià Cañardo | 23h 15' 31" |
| 2 | Diego Cháfer  | + 06' 35"   |
| 3 | Fermín Trueba | + 07' 06"   |

### Etapa 7. Manresa - Barcelona. 127,0 km
|   | Ciclista        | Temps      |
| - | --------------- | ---------- |
| 1 | Marià Cañardo   | 3h 45' 57" |
| 2 | Antoni Escuriet | + 04"      |
| 3 | Diego Cháfer    | m. t.      |

|   | Ciclista      | Temps       |
| - | ------------- | ----------- |
| 1 | Marià Cañardo | 27h 01' 28" |
| 2 | Diego Cháfer  | + 06' 36"   |
| 3 | Fermín Trueba | + 15' 51"   |